# Primera División (Chile) 2007 Apertura
Die Apertura der Primera División 2007, auch unter dem Namen Campeonato Nacional Apertura Copa Banco del Estado 2007 bekannt, war die 81. Spielzeit der Primera División, der höchsten Spielklasse im Fußball in Chile. Die Saison begann am 27. Januar und endete am 7. Juli.
Die Saison wurde wie bereits in den Vorjahren in zwei eigenständige Halbjahresmeisterschaften, der Apertura und Clausura, unterteilt.
Die Meisterschaft gewann das Team von CSD Colo-Colo, das sich damit gleichzeitig für die Copa Libertadores 2007 qualifizierte. Für den Rekordmeister war es der 26. Meisterschaftstitel.
Für die Copa Sudamericana 2007 qualifizierten sich CSD Colo-Colo und Audax Italiano. Die Absteiger werden anhand der Gesamttabelle am Ende der Clausura ermittelt.

## Modus
Die 21 Teams spielen einfach jeder gegen jeden. Meister ist das Team mit den meisten Punkten nach 20 Spieltagen. Bei Punktgleichheit entscheidet das Torverhältnis. Der Meister qualifiziert sich für die Copa Libertadores.
Die beiden Teilnehmer an der Copa Sudamericana werden durch einfache K.-o.-Spiele der vier besten Teams aus der Ligaphase ausgetragen. Die Sieger der beiden Duelle qualifizieren sich für den internationalen Wettbewerb. Die Absteiger werden am Ende der Clausura anhand der Gesamttabelle ermittelt.

## Teilnehmer
Die Absteiger der Vorsaison Santiago Morning und Rangers de Talca wurden durch die Aufsteiger aus der Primera B Deportes Melipilla, Deportivo Ñublense und Lota Schwager ersetzt. Auch Deportes Concepción war nach dem Ausschluss im Vorjahr wieder spielberechtigt. Folgende Vereine nahmen daher an der Meisterschaft 2007 teil:
| Mannschaft                | Stadt             |
| ------------------------- | ----------------- |
| Audax Italiano            | Santiago de Chile |
| CD Cobreloa               | Calama            |
| CD Cobresal               | El Salvador       |
| CSD Colo-Colo             | Santiago de Chile |
| Coquimbo Unido            | Coquimbo          |
| Deportes Antofagasta      | Antofagasta       |
| Deportes Concepción       | Concepción        |
| Deportes La Serena        | La Serena         |
| Deportes Melipilla        | Melipilla         |
| Deportes Puerto Montt     | Puerto Montt      |
| Deportivo Ñublense        | Chillán           |
| Everton                   | Viña del Mar      |
| CD Huachipato             | Talcahuano        |
| Lota Schwager             | Coronel           |
| CD O’Higgins              | Rancagua          |
| CD Palestino              | Santiago de Chile |
| Santiago Wanderers        | Valparaíso        |
| Universidad Católica      | Santiago de Chile |
| Universidad de Chile      | Santiago de Chile |
| Universidad de Concepción | Concepción        |
| Unión Española            | Santiago de Chile |

## Tabelle
| Pl.                                | Verein                    | Sp. | S  | U | N  | Tore    | Diff. | Punkte |
| ---------------------------------- | ------------------------- | --- | -- | - | -- | ------- | ----- | ------ |
| 1.                                 | CSD Colo-Colo (M)         | 20  | 14 | 5 | 1  | 047:160 | +31   | 47     |
| 2.                                 | Universidad Católica      | 20  | 14 | 4 | 2  | 036:130 | +23   | 46     |
| 3.                                 | Audax Italiano            | 20  | 13 | 5 | 2  | 039:200 | +19   | 44     |
| 4.                                 | CD Huachipato             | 20  | 12 | 4 | 4  | 035:210 | +14   | 40     |
| 5.                                 | CD Cobreloa               | 20  | 10 | 5 | 5  | 044:230 | +21   | 35     |
| 6.                                 | CD Cobresal               | 20  | 9  | 5 | 6  | 031:210 | +10   | 32     |
| 7.                                 | Deportivo Ñublense (N)    | 20  | 8  | 8 | 4  | 031:310 | ±0    | 32     |
| 8.                                 | Unión Española            | 20  | 8  | 4 | 8  | 029:250 | +4    | 28     |
| 9.                                 | Deportes Melipilla (N)    | 20  | 8  | 4 | 8  | 035:340 | +1    | 28     |
| 10.                                | CD O’Higgins              | 20  | 8  | 3 | 9  | 030:380 | −8    | 27     |
| 11.                                | Deportes La Serena        | 20  | 7  | 5 | 8  | 031:300 | +1    | 26     |
| 12.                                | Everton                   | 20  | 6  | 8 | 6  | 024:270 | −3    | 26     |
| 13.                                | Universidad de Chile      | 20  | 6  | 7 | 7  | 020:210 | −1    | 25     |
| 14.                                | Deportes Concepción       | 20  | 6  | 5 | 9  | 020:340 | −14   | 23     |
| 15.                                | CD Palestino              | 20  | 5  | 8 | 7  | 027:300 | −3    | 23     |
| 16.                                | Deportes Antofagasta      | 20  | 5  | 7 | 8  | 024:340 | −10   | 22     |
| 17.                                | Universidad de Concepción | 20  | 4  | 5 | 11 | 025:330 | −8    | 17     |
| 18.                                | Deportes Puerto Montt     | 20  | 4  | 2 | 14 | 019:400 | −21   | 14     |
| 19.                                | Coquimbo Unido            | 20  | 4  | 2 | 14 | 018:400 | −22   | 14     |
| 20.                                | Santiago Wanderers (a)    | 20  | 4  | 4 | 12 | 024:330 | −9    | 13     |
| 21.                                | Lota Schwager (N)         | 20  | 2  | 6 | 12 | 028:520 | −24   | 12     |
| Quelle: rsssf.org, Stand: Endstand |                           |     |    |   |    |         |       |        |

## Beste Torschützen
| Rang | Spieler         | Klub                    | Tore |
| ---- | --------------- | ----------------------- | ---- |
| 1    | Humberto Suazo  | CSD Colo-Colo           | 18   |
| 2    | José Luis Díaz  | CD Cobreloa             | 16   |
| 3    | Lucas Barrios   | CD Cobreloa             | 14   |
| 4    | Gustavo Canales | Deportes La Serena      | 11   |
|      | César Díaz      | CD Cobresal             | 11   |
|      | Luis Núñez      | CD Universidad Católica | 11   |
| 7    | Esteban Fuertes | CD Universidad Católica | 10   |
|      | Julio Gutiérrez | Unión Española          | 10   |

## Liguilla Pre-Sudamericana
Die Spiele zur Qualifikation zur Copa Sudamericana 2006 fanden am 18. und 19. Juli statt.
|                         | Ergebnis |                |
| ----------------------- | -------- | -------------- |
| CD Universidad Católica | 0:3      | Audax Italiano |
| CSD Colo-Colo           | 2:1      | CD Huachipato  |

Damit qualifizieren sich Audax Italiano und CSD Colo-Colo für die Copa Sudamericana.